# Elecciones municipales de Tambopata de 2018
Las elecciones municipales de Tambopata de 2018 se llevaron a cabo el 7 de octubre de 2018 para elegir al alcalde y al Concejo Provincial de Tambopata para el periodo 2019-2022. La elección se celebró simultáneamente con elecciones regionales y municipales (provinciales y distritales) en todo el Perú.
Como resultado de esta elección, Francisco Rengifo Khan, candidato del Movimiento Regional Fuerza por Madre de Dios, obtuvo el 25.20% de votos válidos y resultó electo como alcalde provincial de Tambopata.

## Sistema electoral
La Municipalidad Provincial de Tambopata es el órgano administrativo y de gobierno de la provincia de Tambopata. Está compuesta por el alcalde y el Concejo Provincial.
La votación del alcalde y el concejo se realiza en base al sufragio universal, que comprende a todos los ciudadanos nacionales mayores de dieciocho años, empadronados y residentes en la provincia de Tambopata y en pleno goce de sus derechos políticos, así como a los ciudadanos no nacionales residentes y empadronados en la provincia de Tambopata. No hay reelección inmediata de alcaldes.
El Concejo Provincial de Tambopata está compuesto por 11 regidores elegidos por sufragio directo para un período de cuatro (4) años, en forma conjunta con la elección del alcalde (quien lo preside). La votación es por lista cerrada y bloqueada. Se asigna a la lista ganadora los escaños según el método d'Hondt o la mitad más uno, lo que más le favorezca.

## Composición del Concejo Provincial de Tambopata
La siguiente tabla muestra la composición del Concejo Provincial de Tambopata antes de las elecciones.
| Partidos | Partidos                                        | Regidores |
| -------- | ----------------------------------------------- | --------- |
|          | Movimiento Independiente Amor por Madre de Dios | 6         |
|          | Partido Popular Cristiano                       | 1         |
|          | Movimiento Regional Fuerza por Madre de Dios    | 1         |
|          | Movimiento Independiente Obras Siempre Obras    | 1         |

## Partidos y candidatos
A continuación se muestra una lista de los principales partidos y alianzas electorales que participaron en las elecciones:
| Candidatura | Candidatura | Partidos y alianzas                                         | Candidato | Candidato                  | Ideología                                                          | Resultado previo | Resultado previo | Ref.  |
| Candidatura | Candidatura | Partidos y alianzas                                         | Candidato | Candidato                  | Ideología                                                          | Votos (%)        | Reg.             | Ref.  |
| ----------- | ----------- | ----------------------------------------------------------- | --------- | -------------------------- | ------------------------------------------------------------------ | ---------------- | ---------------- | ----- |
|             | FMDD        | Lista - Movimiento Regional Fuerza por Madre de Dios (FMDD) |           | Francisco Rengifo Khan     | Regionalismo madrediosense                                         | 14.91%           | 1                | [ 3 ] |
|             | OSO         | Lista - Movimiento Independiente Obras Siempre Obras (OSO)  |           | Carlos Aguilar Mendoza     | Regionalismo madrediosense                                         | 9.89%            | 1                | [ 3 ] |
|             | UPP         | Lista - Unión por el Perú (UPP)                             |           | Luis Tacilla Tafur         | Etnocacerismo Nacionalismo de izquierda Ultranacionalismo          | 9.67%            | 0                | [ 3 ] |
|             | JP          | Lista - Juntos por el Perú (JP)                             |           | Hugo Ccahuana Aymachoque   | Socialismo democrático Progresismo                                 | 6.95%            | 0                | [ 3 ] |
|             | APRA        | Lista - Partido Aprista Peruano (APRA)                      |           | Zenón Almanza Mendoza      | Aprismo                                                            | 4.72%            | 0                | [ 3 ] |
|             | AP          | Lista - Acción Popular (AP)                                 |           | Carlos Ríos Pickmann       | Partido atrapalotodo                                               | 1.83%            | 0                | [ 3 ] |
|             | APP         | Lista - Alianza para el Progreso (APP)                      |           | Freddy Cárdenas Mendez     | Liberalismo económico Conservadurismo liberal Populismo de derecha | 0.54%            | 0                | [ 3 ] |
|             | SP          | Lista - Somos Perú (SP)                                     |           | Luis Vargas Guerra         | Democracia cristiana Conservadurismo social                        | Nuevo            | Nuevo            | [ 3 ] |
|             | TPP         | Lista - Todos por el Perú (TPP)                             |           | Libertad Velásquez Giersch | Liberalismo Humanismo Progresismo                                  | Nuevo            | Nuevo            | [ 3 ] |
|             | AvP         | Lista - Avanza País (AvP)                                   |           | Wilma Díaz Giersch         | Conservadurismo liberal Liberalismo clásico                        | Nuevo            | Nuevo            | [ 3 ] |
|             | FP          | Lista - Fuerza Popular (FP)                                 |           | José Salas Prado           | Fujimorismo Conservadurismo social Populismo de derecha            | Nuevo            | Nuevo            | [ 3 ] |
|             | PPS         | Lista - Perú Patria Segura (PPS)                            |           | Wilson Pacheco Pérez       | Conservadurismo liberal Liberalismo económico                      | Nuevo            | Nuevo            | [ 3 ] |
|             | PL          | Lista - Perú Libertario (PL)                                |           | Yasmany Cárdenas Coral     | Socialismo del siglo XXI Marxismo-leninismo Mariateguismo          | Nuevo            | Nuevo            | [ 3 ] |

## Sondeos de opinión
La siguiente tabla enumera las estimaciones de la intención de voto en orden cronológico inverso, mostrando las más recientes primero y utilizando las fechas en las que se realizó el trabajo de campo de la encuesta. Cuando se desconocen las fechas del trabajo de campo, se proporciona la fecha de publicación.
Leyenda:
     Sondeo realizado en el periodo de prohibición legal de la difusión de sondeos de intención de voto.

### Intención de voto
La siguiente tabla enumera las estimaciones ponderadas (sin incluir votos en blanco y nulos) de la intención de voto.
| Encuestadora/Medio             | Fecha          | Muestra | Francisco Rengifo | Freddy Cárdenas | Luis Vargas | Carlos Ríos | Wilson Pacheco | Libertad Velásquez | Yasmany Cárdenas | Dif. |  |  |  |  |
| ------------------------------ | -------------- | ------- | ----------------- | --------------- | ----------- | ----------- | -------------- | ------------------ | ---------------- | ---- |  |  |  |  |
| Encuestadora/Medio             | Fecha          | Muestra |                   |                 |             |             |                |                    |                  |      |  |  |  |  |
| Elecciones municipales de 2018 | 7 oct 2018     | —       | 25.2              | 15.2            | 11.6        | 10.2        | 8.3            | 6.8                | 5.2              | 10.0 |  |  |  |  |
|                                |                |         |                   |                 |             |             |                |                    |                  |      |  |  |  |  |
| Ipsos Perú/América             | 7 oct 2018     | ?       | 26.6              | 13.3            | 12.1        | 11.7        | –              | –                  | –                | 13.3 |  |  |  |  |
| Ipsos Perú/América             | 7 oct 2018     | ?       | 28.3              | 18.0            | 14.8        | –           | –              | 8.2                | –                | 10.3 |  |  |  |  |
| Maquera Consultores            | 7 oct 2018     | ?       | 30                | 15              | 14          | –           | 12             | –                  | –                | 15   |  |  |  |  |
| Maquera Consultores            | 29–30 sep 2018 | 300     | 24                | 5               | 19          | –           | –              | 20                 | –                | 4    |  |  |  |  |
| Maquera Consultores            | 20–21 sep 2018 | 300     | 27                | 4               | 11          | –           | –              | 14                 | –                | 13   |  |  |  |  |

### Preferencias de voto
La siguiente tabla enumera las preferencias de voto en bruto (incluyendo blancos, viciados y sin respuesta) y no ponderadas.
| Encuestadora/Medio             | Fecha          | Muestra | Francisco Rengifo | Freddy Cárdenas | Luis Vargas | Carlos Ríos | Wilson Pacheco | Libertad Velásquez | Yasmany Cárdenas | B/V  | NS/NO | Dif. |  |  |  |
| ------------------------------ | -------------- | ------- | ----------------- | --------------- | ----------- | ----------- | -------------- | ------------------ | ---------------- | ---- | ----- | ---- |  |  |  |
| Encuestadora/Medio             | Fecha          | Muestra |                   |                 |             |             |                |                    |                  |      |       |      |  |  |  |
| Elecciones municipales de 2018 | 7 oct 2018     | —       | 20.8              | 12.6            | 9.6         | 8.4         | 6.8            | 5.6                | 4.3              | 17.6 | –     | 8.2  |  |  |  |
|                                |                |         |                   |                 |             |             |                |                    |                  |      |       |      |  |  |  |
| Maquera Consultores            | 29–30 sep 2018 | 300     | 22                | 5               | 17          | –           | –              | 18                 | –                | –    | 9     | 4    |  |  |  |
| Maquera Consultores            | 20–21 sep 2018 | 300     | 20                | 3               | 8           | –           | –              | 10                 | –                | –    | 26    | 10   |  |  |  |

## Resultados

### Sumario general
| |                                                     |              |              |              |           |           |
| Partidos y coaliciones                                                                                      | Partidos y coaliciones                              | Voto popular | Voto popular | Voto popular | Regidores | Regidores |
| Partidos y coaliciones                                                                                      | Partidos y coaliciones                              | Votos        | %            | +/−          | Total     | +/−       |
| | Movimiento Regional Fuerza por Madre de Dios (FMDD) | 13,782       | 25.20        | +10.29       | 7         | +6        |
| | Alianza para el Progreso (APP)                      | 8,330        | 15.23        | +14.69       | 1         | +1        |
| | Somos Perú (SP)                                     | 6,363        | 11.63        | n/a          | 1         | +1        |
| | Acción Popular (AP)                                 | 5,564        | 10.17        | +8.34        | 1         | +1        |
| | Perú Patria Segura (PPS)                            | 4,538        | 8.30         | Nuevo        | 1         | +1        |
| | Todos por el Perú (TPP)                             | 3,723        | 6.81         | Nuevo        | 0         | ±0        |
| | Perú Libertario (PL)                                | 2,855        | 5.22         | Nuevo        | 0         | ±0        |
| | Avanza País (AvP)                                   | 2,472        | 4.52         | Nuevo        | 0         | ±0        |
| | Juntos por el Perú (JP)1                            | 2,389        | 4.37         | –2.58        | 0         | ±0        |
| | Movimiento Independiente Obras Siempre Obras (OSO)  | 1,394        | 2.55         | –7.34        | 0         | –1        |
| | Unión por el Perú (UPP)                             | 1,302        | 2.38         | –7.29        | 0         | ±0        |
| | Partido Aprista Peruano (APRA)                      | 1,050        | 1.92         | –2.80        | 0         | ±0        |
| | Fuerza Popular (FP)                                 | 927          | 1.70         | Nuevo        | 0         | ±0        |
| |                                                     |              |              |              |           |           |
| Total | Total                                               | 54,689       |              |              | 11        | +2        |
| |                                                     |              |              |              |           |           |
| Votos válidos                                                                                               | Votos válidos                                       | 54,689       | 82.40        | –4.41        |           |           |
| Votos en blanco                                                                                             | Votos en blanco                                     | 4,435        | 6.68         | –0.21        |           |           |
| Votos nulos                                                                                                 | Votos nulos                                         | 7,248        | 10.92        | +4.62        |           |           |
| Votos emitidos                                                                                              | Votos emitidos                                      | 66,372       | 77.86        | –5.00        |           |           |
| Abstenciones                                                                                                | Abstenciones                                        | 18,869       | 22.14        | +5.00        |           |           |
| Votantes registrados                                                                                        | Votantes registrados                                | 85,241       |              |              |           |           |
| |                                                     |              |              |              |           |           |
| Fuente: |                                                     |              |              |              |           |           |
| Notas al pie: 1 Comparado con los resultados del Partido Humanista Peruano (PHP) en las elecciones de 2014. |                                                     |              |              |              |           |           |
| Notas al pie:                                                                                               |                                                     |              |              |              |           |           |
| 1 Comparado con los resultados del Partido Humanista Peruano (PHP) en las elecciones de 2014.               |                                                     |              |              |              |           |           |

### Concejo Provincial de Tambopata
| Cargo                            | Autoridad electa         | Partido político | Partido político                             |
| -------------------------------- | ------------------------ | ---------------- | -------------------------------------------- |
| Alcalde Provincial de Tambopata  | Francisco Rengifo Khan   |                  | Movimiento Regional Fuerza por Madre de Dios |
| Regidora Provincial de Tambopata | Melina Gonzales Córdova  |                  | Movimiento Regional Fuerza por Madre de Dios |
| Regidor Provincial de Tambopata  | Enrique Quispe Huamán    |                  | Movimiento Regional Fuerza por Madre de Dios |
| Regidor Provincial de Tambopata  | Mel Tuesta Sahuarico     |                  | Movimiento Regional Fuerza por Madre de Dios |
| Regidor Provincial de Tambopata  | Hansel Ríos Pérez        |                  | Movimiento Regional Fuerza por Madre de Dios |
| Regidora Provincial de Tambopata | Nadia Pacaya Grifa       |                  | Movimiento Regional Fuerza por Madre de Dios |
| Regidora Provincial de Tambopata | Milagros Muñoz Vargas    |                  | Movimiento Regional Fuerza por Madre de Dios |
| Regidor Provincial de Tambopata  | Juan Alegre Tunqui       |                  | Movimiento Regional Fuerza por Madre de Dios |
| Regidor Provincial de Tambopata  | Carlos Bouroncle Herrera |                  | Alianza para el Progreso                     |
| Regidor Provincial de Tambopata  | Isaías Valdez Paz        |                  | Somos Perú                                   |
| Regidor Provincial de Tambopata  | Félix Deglane Delgado    |                  | Acción Popular                               |
| Regidor Provincial de Tambopata  | Luis Fernández Delgado   |                  | Perú Patria Segura                           |

## Elecciones municipales distritales

### Sumario general
| | Alianza para el Progreso (APP)                      | 2,414  | 23.48 | n/a   | 1 | +1 |  |  |
| | Movimiento Regional Fuerza por Madre de Dios (FMDD) | 1,544  | 15.02 | –4.96 | 2 | +1 |  |  |
| | Perú Patria Segura (PPS)                            | 1,734  | 16.87 | Nuevo | 0 | ±0 |  |  |
| | Somos Perú (SP)                                     | 1,348  | 13.11 | n/a   | 0 | ±0 |  |  |
| | Juntos por el Perú (JP)1                            | 807    | 7.85  | +3.33 | 0 | ±0 |  |  |
| | Unión por el Perú (UPP)                             | 590    | 5.74  | –2.16 | 0 | –1 |  |  |
| | Avanza País (AvP)                                   | 550    | 5.35  | Nuevo | 0 | ±0 |  |  |
| | Acción Popular (AP)                                 | 422    | 4.10  | +1.16 | 0 | ±0 |  |  |
| | Todos por el Perú (TPP)                             | 359    | 3.49  | Nuevo | 0 | ±0 |  |  |
| | Perú Libertario (PL)                                | 168    | 1.63  | Nuevo | 0 | ±0 |  |  |
| | Frente Popular Agrícola del Perú (Frepap)           | 141    | 1.37  | Nuevo | 0 | ±0 |  |  |
| | Movimiento Independiente Obras Siempre Obras (OSO)  | 126    | 1.23  | –7.36 | 0 | ±0 |  |  |
| | Siempre Unidos (SU)                                 | 78     | 0.76  | –3.23 | 0 | ±0 |  |  |
| |                                                     |        |       |       |   |    |  |  |
| Total | Total                                               | 10,281 |       |       | 3 | ±0 |  |  |
| |                                                     |        |       |       |   |    |  |  |
| Votos válidos                                                                                               | Votos válidos                                       | 10,281 | 76.56 | –3.92 |   |    |  |  |
| Votos en blanco                                                                                             | Votos en blanco                                     | 2,222  | 16.55 | +2.96 |   |    |  |  |
| Votos nulos                                                                                                 | Votos nulos                                         | 926    | 6.90  | +0.98 |   |    |  |  |
| Votos emitidos                                                                                              | Votos emitidos                                      | 13,429 | 77.72 | –5.45 |   |    |  |  |
| Abstenciones                                                                                                | Abstenciones                                        | 3,849  | 22.28 | +5.45 |   |    |  |  |
| Votantes registrados                                                                                        | Votantes registrados                                | 17,278 |       |       |   |    |  |  |
| |                                                     |        |       |       |   |    |  |  |
| Fuente: |                                                     |        |       |       |   |    |  |  |
| Notas al pie: 1 Comparado con los resultados del Partido Humanista Peruano (PHP) en las elecciones de 2014. |                                                     |        |       |       |   |    |  |  |
| Notas al pie:                                                                                               |                                                     |        |       |       |   |    |  |  |
| 1 Comparado con los resultados del Partido Humanista Peruano (PHP) en las elecciones de 2014.               |                                                     |        |       |       |   |    |  |  |

### Resultados por distrito
La siguiente tabla enumera el control de los distritos de la provincia de Tambopata. El cambio de mando de una organización política se resalta del color de ese partido.
| Distrito    | Alcalde titular         | Partido político | Partido político         | Alcalde electo           | Partido político | Partido político         |
| ----------- | ----------------------- | ---------------- | ------------------------ | ------------------------ | ---------------- | ------------------------ |
| Inambari    | Félix Hallasi Paricahua |                  | Fuerza por Madre de Dios | Wuillton Camala Lisarazo |                  | Alianza para el Progreso |
| Laberinto   | Arístides Caviedes Cusi |                  | Democracia Directa       | Inka Pachacútec Huillca  |                  | Fuerza por Madre de Dios |
| Las Piedras | Nedio Torres Cruz       |                  | Unión por el Perú        | Jony Portocarrero López  |                  | Fuerza por Madre de Dios |